# Юго-Осетинская автономная область
 Ю́го-Осети́нская автоно́мная о́бласть (груз. სამხრეთ ოსეთის ავტონომიური ოლქი, осет. Ху́ссар Ирыстоны автономон бӕстӕ) (Южная Осетия) — автономная область в составе Грузинской Советской Социалистической Республики в СССР.
Образована 20 апреля 1922 года.
В начале 1990-х годов автономная область прекратила своё существование в прежнем виде (см. грузино-югоосетинский конфликт): власти автономии провозгласили её республикой, а власти Грузии — упразднили как таковую. После распада СССР территория бывшей автономии является спорной между самопровозглашённой Республикой Южная Осетия, контролирующей спорную территорию, и Грузией.
При этом свыше 60 % осетин Грузинской ССР жили за пределами Юго-Осетинской автономной области, в основном в Триалетии, Тбилиси и в прилегающих к ЮОАО районах.

## История
Несмотря на требования осетинского большинства, советское руководство во главе со Сталиным отказалось от создания единой осетинской автономии, которая включала бы Южную и Северную Осетию, в составе РСФСР.
Постановление Президиума ЦК Компартии Грузии от 12 декабря 1921 года:
1. Местонахождением административного центра Автономной области Осетии признать Цхинвали с распространением автономной власти на территорию, населенную осетинами, исключая Часавальское общество, которое остается в составе Рачинского уезда, и Кобийского района, остающегося в составе Душетского уезда.
2. Детально границы автономной Осетии будут определены особой комиссией, уже работающей в этом направлении.

3. Впредь до перелома настроения населения Цхинвальского района в пользу включения этого района в Автономную Осетию, власть над городом и окружающими его грузинскими сёлами оставить в руках районного ревкома, входящего в состав Горийского уезда.

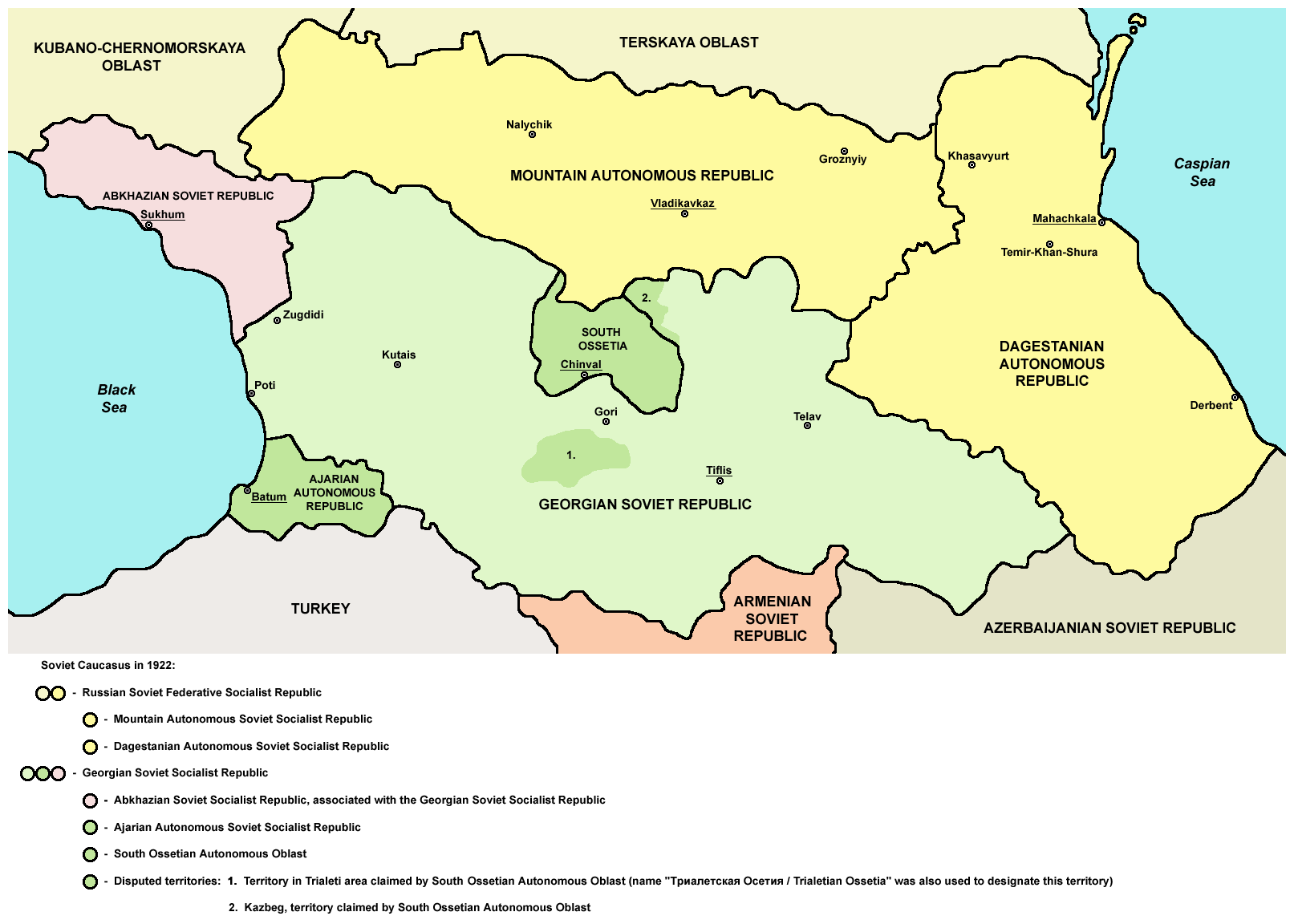

20 апреля 1922 года в составе Грузинской ССР была образована Автономная область Юго-Осетии (АОЮО), позже переименованная в Юго-Осетинскую автономную область (ЮОАО). Столица — Цхинвали (в 1936—1961 годах город назывался Сталинир). В 1934—1936 годах имела название Автономная область Южной Осетии.
70 лет существования ЮОАО характеризовались грузинизацией общественно-политической и культурной сферы Южной Осетии, включая навязывание грузинского языка и грузинского письма, отказ в участии осетин на руководящих постах и т. д. Несмотря на то, что осетины имеют свой собственный язык (осетинский), административно-государственными языками были русский и грузинский языки. Жители лишь имели право разговаривать на осетинском и изучать его в школе.
Летом 1944 года власти ГССР перевели школьное образование на русский и грузинский языки, запретив при этом преподавание на осетинском языке. В 1949 году на грузинский и русский языки были переведены также начальные классы югоосетинских школ. В 1951 году первый секретарь Юго-Осетинского обкома партии А. Г. Имнадзе по поручению ЦК КП Грузии дал указание о переводе делопроизводства на территории Южной Осетии на грузинский язык. Лишь в 1956 году Президиум ЦК КПСС принял специальное постановление «Об ошибках и недостатках в работе ЦК КП Грузии».
10 ноября 1989 года состоялась 12 сессия Совета народных депутатов Юго-Осетинской автономной области двадцатого созыва, на которой было принято решения о наделении осетинского языка статусом государственного на территории ЮОАО и о её преобразовании в автономную республику в составе ГССР. 16 ноября Президиум Верховного Совета ГССР аннулировал эти решения как не соответствующие закону.
9 марта 1990 года Верховный Совет Грузинской ССР принял постановление «О гарантиях защиты государственного суверенитета Грузии» в котором объявил, что ввод войск Советской России в Грузию в феврале 1921 года и занятие всей её территории являлись «с правовой точки зрения военным вмешательством (интервенцией) и оккупацией с целью свержения существовавшего политического строя Грузинской Демократической Республики», «а с политической точки зрения фактической аннексией». Также было объявлено о начале переговоров о восстановлении независимого Грузинского государства, поскольку Договор об образовании СССР, по мнению депутатов, «являлся в отношении Грузии незаконным».
20 сентября 1990 года Совет народных депутатов ЮО (в связи в связи с возможным выходом Грузии из состава СССР и с продолжающимися попытками насильственно вооружёнными грузинскими националистами захватить власть) провозгласил Юго-Осетинскую Советскую демократическую республику в составе СССР, действие законов ГССР на территории Южной Осетии приостановлено.
28 ноября из названия республики убрано слово демократическая.
11 декабря 1990 года Верховный Совет Грузии, не признавший провозглашения ЮОСР, упразднил Юго-Осетинскую Автономную область.
Как упразднение автономии так и её одностороннее преобразование в союзную республику не были признаны центральным советским руководством и 7 января 1991 года президент СССР Михаил Горбачёв издал указ, объявлявший эти акты незаконными, однако ему подчинились только власти Южной Осетии, Собрание депутатов которой 4 мая 1991 года аннулировало провозглашение ЮОСДР и постановило восстановить деятельность органов власти ЮОАО, действовавших по состоянию на сентябрь 1990 года. Грузинские же власти осудили принятый указ как «грубое вмешательство во внутренние дела Грузии» и неоднократно подтверждали упразднение автономной области.
1 сентября Совет народных депутатов Южной Осетии отменяет решение от 4 мая и восстанавливает республику.
28 ноября на всей территории Юго-Осетинской Республики облсоветом введено чрезвычайное положение.
21 декабря 1991 года Верховный Совет Южной Осетии принимает Декларацию о независимости Республики Южная Осетия. 19 января 1992 года власти республики провели референдум о независимости Южной Осетии, по объявленным результатам которого принятое решение было подтверждено.

## География
Чуть более 90 % территории области является горной, и находится на высоте 1000 и больше метров над уровнем моря.
Самой высокой точкой области является гора Халаца (3938 м). Средняя температура выше, чем по Кавказу, зимой около + 4,5.
Крупные реки региона: Большой Лиахви, Малый Лиахви, Ксани, Стырдон (Джоджора), Меджуда, Квирила.
Крупнейшие озёра: Келстба, Эрцо, Коз (Кведи), Цителихати.
Самый южный населённый пункт — село Орчосан (Ленингорский район), самый западный — Синагури (Джавский район), самый северный — Верхний Рук (Джавский район).
Самое крупное сельское поселение — село Дмениси (Цхинвальский район).
В ЮОАО существовал природный парк Лиахвский заповедник.

## Население
Национальный состав Южной Осетии в 1926—1989:
|         | 1926            | 1939            | 1959            | 1970            | 1979            | 1989            |
| ------- | --------------- | --------------- | --------------- | --------------- | --------------- | --------------- |
| Осетины | 60 351 (69,1 %) | 72 266 (68,1 %) | 63 698 (65,8 %) | 66 073 (66,5 %) | 65 077 (66,4 %) | 65 232 (66,2 %) |
| Грузины | 23 538 (26,9 %) | 27 525 (25,9 %) | 26 584 (27,5 %) | 28 125 (28,3 %) | 28 187 (28,8 %) | 28 544 (28,9 %) |
| Русские | 157 (0,2 %)     | 2111 (2,0 %)    | 2380 (2,5 %)    | 1574 (1,6 %)    | 2046 (2,1 %)    | 2128 (2,1 %)    |
| Армяне  | 1374 (1,6 %)    | 1537 (1,4 %)    | 1555 (1,6 %)    | 1254 (1,3 %)    | 953 (1,0 %)     | 984 (1,0 %)     |
| Евреи   | 1739 (2,0 %)    | 1979 (1,9 %)    | 1723 (1,8 %)    | 1485 (1,5 %)    | 654 (0,7 %)     | 396 (0,4 %)     |
| другие: | 216 (0,2 %)     | 700 (0,7 %)     | 867 (0,9 %)     | 910 (0,9 %)     | 1071 (1,1 %)    | 1242 (1,2 %)    |
| Итого   | 87 375          | 106 118         | 96 807          | 99 421          | 97 988          | 98 527          |

## Административно-территориальное деление
Юго-Осетинская автономная область первоначально (с 1926 года) делилась на 14 районов,
1 мая 1940 года районы ЮОАО были укрупнены: их число сократилось с 14-ти до 4-х.

## Культура
- Юго-Осетинский краеведческий музей (Цхинвали)
- Дом-музей Васо Абаева (Цхинвали),
- Дом-музей Коста Хетагурова (Цхинвали),
- Дом-музей Иване Мачабели (бывшее село Тамарашени),
- Музей Дворец Князей Эриставовых (пос. Ленингори),
- Музей поселка Квайса,
- Юго-Осетинский драматический театр им. Коста Хетагурова (создан в 1935 году),
- Цхинвальский грузиноязычный театр им. Важа-Пшавела,

(действовал в период 1987—1991 гг.),
- Юго-Осетинский государственный ансамбль песни и танца «Симд» им. Б. Галаева (создан в 1937 году),
- Цхинвальский центральный парк отдыха и культуры им. В. И. Ленина (с 1998 г. — им. В. Н. Хубулова),
- Парк культуры им. Коста Хетагурова (село Хетагурово),
- Юго-Осетинский Военный оркестр,
- Областная центральная типография,
- Вокально-инструментальный ансамбль «Бонварон»,
- Пионерский парк (Цхинвали)

В Юго-Осетинской АО издавались газеты «Советон Ирыстон» (с 1924 г, на осетинском) и «Сабчота Осети» (с 1924 г, на грузинском), «Советская Осетия» (с 1983 г, на русском).
В Области ежегодно праздновали день рождения осетинского поэта Коста Хетагурова.